# Christmas Songs (Jars of Clay)
Christmas Songs è un album in studio natalizio del gruppo musicale statunitense Jars of Clay, pubblicato nel 2007.

## Tracce
1. The Gift of St. Cecilia – 1:23
2. Wonderful Christmastime – 3:37
3. Love Came Down at Christmas – 3:02
4. O Little Town of Bethlehem – 4:38
5. Hibernation Day – 2:59
6. Winter Skin – 2:59
7. Peace Is Here – 4:08
8. God Rest Ye Merry Gentlemen – 3:44
9. Evergreen – 2:45
10. Christmastime Is Here – 3:20
11. Drummer Boy – 4:34
12. Gabriel's Message – 2:06
13. In the Bleak Midwinter – 4:36
14. I Heard the Bells on Christmas Day – 5:31